# 野田謙吾
野田 謙吾（のだ けんご、1891年（明治24年）4月22日 - 1961年（昭和36年）11月28日）は、日本の陸軍軍人。最終階級は陸軍中将。

## 経歴
熊本県出身。農業・野田市九郎の四男として生れる。熊本中学校、熊本陸軍地方幼年学校、中央幼年学校を経て、1912年（明治45年）5月、陸軍士官学校（24期）を卒業。同年12月、歩兵少尉に任官し歩兵第55連隊付となる。1914年（大正3年）8月から12月まで青島の戦いに出征。1920年（大正9年）11月、陸軍大学校（第32期）を卒業した。
1921年（大正10年）7月、参謀本部付勤務となり、参謀本部員、陸軍歩兵学校教官、朝鮮軍参謀、歩兵第14連隊大隊長、参謀本部員などを経て、1931年（昭和6年）11月から翌年4月まで、陸大専攻学生として学んだ。1932年（昭和7年）4月、歩兵学校教官となり、陸軍省軍務局課員、欧州出張、陸士教官などを歴任し、1935年（昭和10年）8月、歩兵大佐に昇進し、翌月、歩兵第33連隊長に就任した。1938年（昭和13年）1月、歩兵学校教導連隊長に就任し、1938年（昭和13年）7月、陸軍少将に進級し教育総監部第2部長となった。1939年（昭和14年）10月、人事局長に就任。
1941年（昭和16年）4月、支那派遣軍総参謀副長に就任し中国に出征。同年8月、陸軍中将に進み太平洋戦争を迎えた。1942年（昭和17年）12月、第14師団長に親補され満州チチハルに駐屯。1943年（昭和18年）10月、教育総監部本部長に発令され、1944年（昭和19年）7月から11月まで教育総監代理を務めた。1945年（昭和20年）3月、陸軍機甲本部長を兼務。同年4月、第51軍司令官となり土浦で終戦を迎えた。1945年10月、東北軍管区司令官に発令され、同年12月、予備役に編入。同月から翌年3月まで東北復員監を務めた。
1947年（昭和22年）11月28日 公職追放の仮指定を受けた。

## 栄典
位階
- 1913年（大正2年）2月20日 - 正八位[2]
- 1941年（昭和16年）9月15日 - 従四位
- 1943年（昭和18年）10月1日 - 正四位

勲章
- 1943年（昭和18年）10月9日  - 勲一等瑞宝章[3]

外国勲章佩用允許
- 1941年（昭和16年）12月9日 - 満州帝国：建国神廟創建記念章[4]

## 親族
- 妻 野田京子 田中舘佳橘（陸軍中佐）の娘
- 二男 野田謙治（陸軍少佐、戦死）

## 著作
- 自伝『思出』私家版。